# Krasna Luka, Hadeaci
Krasna Luka (în ucraineană Красна Лука) este localitatea de reședință a comunei Krasna Luka din raionul Hadeaci, regiunea Poltava, Ucraina.

## Demografie
Componența lingvistică a localității Krasna Luka
     Ucraineană (96,43%)
     Rusă (2,7%)
     Alte limbi (0,18%)
Conform recensământului din 2001, majoritatea populației localității Krasna Luka era vorbitoare de ucraineană (96,43%), existând în minoritate și vorbitori de rusă (2,7%).